# Lista de condes de Portucale

Presumível bandeira do condado portucalense, derivada do pendão do conde Henrique da Borgonha.

Esta é uma lista de condes de Portucale desde o nascimento do conceito de Terra Portucalense como entidade semi-independente, passando pela Unificação de Portucale a Leão e Castela até à restauração do Condado Portucalense.

## Condado de Portucale (868-1071)

### Casa de Vímara Peres
Os condes da casa de Vímara Peres nem sempre se sucederam em linha reta, recorrendo por vezes à sucessão cognática. Eram uma família com bastante influência, tendo o seu apogeu no século X.
| Nome                      | Retrato        | Nascimento                                                                | Início Governo       | Fim Governo             | Casamento (s)                                                                           | Morte                                                | Notas |
| ------------------------- | -------------- | ------------------------------------------------------------------------- | -------------------- | ----------------------- | --------------------------------------------------------------------------------------- | ---------------------------------------------------- | --- |
| Vímara Peres              |                | c.820 Filho de Pedro Theon                                                | 868                  | 873                     | Trudilde Antes de 850 dois filhos                                                       | 873 Guimarães 52-53 anos                             | Foi um dos responsáveis pela repovoação da linha entre os rios Minho e Douro e, auxiliado por cavaleiros da região, pela ação de presúria do burgo de Portucale (Porto), que foi assim definitivamente conquistado aos muçulmanos no ano de 868. Nesse mesmo ano, tornou-se o primeiro conde de Portucale. Fundou Guimarães.                                                                                               |
| Lucídio Vimaranes         |                | c.850? Guimarães Filho de Vímara Peres e Trudilde                         | 873                  | 922                     | Gudilona Mendes de Coimbra c.873 três filhos                                            | 922 Guimarães 71-72 anos                             | Apesar de ter tido filhos que lhe sobrevivessem, o seu sucessor foi o conde galego Mendo Gonçalves, o que prova que o condado não seria estritamente hereditário. |
| Hermenegildo Guterres     |                | c.842 Filho de Guterre e Elvira                                           | 873                  | 912                     | Ermesinda Gatones de Bierzo Entre 860 e 870 sete filhos                                 | depois de maio de 912 Guimarães 52-53 anos           | Sendo a sua filha nora de Afonso III das Astúrias, à morte de Vímara Peres, terá sido nomeado conde de Portucale por este monarca, conjuntamente com Lucídio Vimaranes, filho de Vímara. Hermenegildo surge na documentação leonesa como conde de Tui e Portucale [Porto]. |
| Monio Guterres            |                | c.890 Filho de Guterre Mendes de Coimbra e Ilduara Eres de Lugo           | 912                  | 922                     | Elvira Aires de Coimbra sete filhos                                                     | c.959                                                | Neto de Hermenegildo, governou com Lucídio Vimaranes após a morte do avô. |
| Mendo Gonçalves I         |                | c.900 Filho de Gonçalo Afonso Betote, Conde de Deza e Teresa Eres de Lugo | 922                  | c.943                   | Entre 915 e 920 seis filhos                                                             | c.943 c.42-43 anos                                   | Provavelmente nomeado conde, dada a falta de parentesco com os condes anteriores. A sua nomeação estará possivelmente relacionada com o casamento da sua irmã Aragonta com Ordonho II de Leão. Há fontes que têm Mendo como morto em 928. |
| Mumadona Dias             |                | c.900 Filha do Conde Diogo Fernandes e Oneca de Pamplona                  | c.943                | 950                     | Entre 915 e 920 seis filhos                                                             | c.969? Guimarães c.68-69 anos                        | Viúva de Mendo Gonçalves, governa o Condado sozinha após a morte do esposo. Foi a mulher mais poderosa do seu tempo no noroeste da Península Ibérica. Edificou o primeiro castelo de Guimarães. A sua suposta abdicação em 950 pode levar a pensar se o seu governo não se tratou de uma regência, mas o facto não é consensual.                                                                                           |
| Gonçalo Mendes            |                | c.925 Filho de Mendo Gonçalves I e Mumadona Dias                          | 950                  | 997                     | Ilduara Pais de Deza Entre 935 e 940 cinco filhos Ermesinda c.983 sem filhos conhecidos | c.997 Santiago de Compostela c.71-72 anos            | O seu governo coincidiu com um período de turbulência no Ocidente Peninsular, marcado, não só por revoltas nobiliárquicas, mas também por ataques normandos e muçulmanos. Adversário dos reis Sancho I, e Ramiro III, foi um dos nobres que apoiaram e elevaram ao trono Ordonho IV e posteriormente Bermudo II. Em 997 intitulou-se magnus dux portucalensium.                                                            |
| Mendo Gonçalves II        |                | c.945? Filho de Gonçalo Mendes e Ilduara Pais de Deza                     | 997                  | 6 de outubro de 1008    | Antes de 1008 nove filhos                                                               | 6 de outubro de 1008 c.62-63 anos?                   | Presença assídua na corte de Bermudo II, participou na educação do sucessor Afonso V e ainda na regência durante a menoridade deste, junto à rainha viúva, Elvira Garcia de Castela. Tornar-se-ia ainda sogro deste, pois casou uma sua filha com este monarca. Faleceu assassinado, possivelmente, por nobres revoltados. Apesar de, mais uma vez, ter descendência varonil, a sucessão não recaiu nos seus filhos.       |
| Tutadona Moniz de Coimbra |                | c.960? Filha de Monio Froilaz de Coimbra e Elvira Pais de Deza            | 6 de outubro de 1008 | 1025                    | Antes de 1008 nove filhos                                                               | 1025 c.64-65 anos?                                   | Viúva, sabe-se que governou o condado em conjunto com o sucessor do marido (Alvito Nunes), provavelmente nomeado por Afonso V. Desconhece-se a razão deste governo conjunto. |
| Alvito Nunes              |                | c.985? Filho de Nuno Alvites                                              | 6 de outubro de 1008 | 1015                    | Gontinha Antes de 1015 quatro filhos                                                    | 1015 Castelo de Vermoim c.29-30? anos                | Bisneto paterno de Lucídio Vimaranes, é descendente em linha reta e por via agnática deste conde; a sua ascensão significou assim o regresso da família fundadora da presúria ao poder. Governou em conjunto com Tutadona, a viúva do conde anterior. Faleceu durante um ataque normando em Vermoim. |
| Nuno Alvites              |                | c.1000? Filho de Alvito Nunes e Gontinha                                  | 1015                 | 1028                    | Antes de 1028 três filhos                                                               | 1028 c.27-28 anos?                                   | Desposou Ilduara Mendes, filha de Mendo Gonçalves II; unem-se assim as duas principais linhagens da governação do condado. Foi assassinado. |
| Ilduara Mendes            |                | c.1000? Filha de Mendo Gonçalves II e Tutadona Moniz de Coimbra           | 1015                 | 1028                    | Antes de 1028 três filhos                                                               | 1058 c.57-58 anos                                    | Desposou Nuno Alvites, filho de Alvito Nunes; após o assassinato do seu marido, parece tomar a posição de regente durante a menoridade do filho . Vive, no entanto, o suficiente para ver a morte do filho e regressar ao poder como regente do neto, também menor. |
| Ilduara Mendes            | 1028 (Regente) | c.1000? Filha de Mendo Gonçalves II e Tutadona Moniz de Coimbra           | c.1043               |                         | Antes de 1028 três filhos                                                               | 1058 c.57-58 anos                                    | Desposou Nuno Alvites, filho de Alvito Nunes; após o assassinato do seu marido, parece tomar a posição de regente durante a menoridade do filho . Vive, no entanto, o suficiente para ver a morte do filho e regressar ao poder como regente do neto, também menor. |
| Ilduara Mendes            | 1050 (Regente) | c.1000? Filha de Mendo Gonçalves II e Tutadona Moniz de Coimbra           | 1058                 |                         | Antes de 1028 três filhos                                                               | 1058 c.57-58 anos                                    | Desposou Nuno Alvites, filho de Alvito Nunes; após o assassinato do seu marido, parece tomar a posição de regente durante a menoridade do filho . Vive, no entanto, o suficiente para ver a morte do filho e regressar ao poder como regente do neto, também menor. |
| Mendo Nunes               |                | c.1020? Filho de Nuno Alvites e Ilduara Mendes                            | c.1043               | 1050                    | Desconhecida Antes de 1050 três filhos                                                  | 1050 c.29-30 anos?                                   | O seu governo coincidiu com a inauguração de uma nova dinastia no Reino de Leão, e uma nova política de adminitração territorial; assim, Mendo será talvez o primeiro conde a perder autoridade no seu próprio condadoː Fernando Magno recorre a nobres de condição inferior (os infanções) para a administração das diferentes terras, como Gomes Echigues (em Guimarães) ou Godinho Viegas (como governador de Portugal) |
| Nuno Mendes               |                | c.1040? Filho de Mendo Nunes                                              | c.1058               | 28 de fevereiro de 1071 | Gontinha Antes de 1071 pelo menos um filho                                              | 28 de fevereiro de 1071 Mire de Tibães c.30-31 anos? | As suas aspirações a uma maior autonomia dos portucalenses face ao Reino de Leão levaram-no a enfrentar Garcia II da Galiza em 1070,, confronto que culminou na desastrosa Batalha de Pedroso, a 18 de fevereiro de 1071, de onde Nuno não sai vivo. A sua única filha, e última descendente de Vímara Peres, Loba Nunes, desposou o alvazil Sisnando Davides, conde de Coimbra.                                           |

## Unificação de Portucale a Leão e Castela (1065-1096)
Em 1065, o Condade de Portucale e a Galiza fizeram parte do território atribuído por Fernando I para o seu filho mais novo Garcia II, que se tornou o primeiro monarca a usar o título de "Rei de Portugal". No entanto, ele lutava por controlar os seus nobres irascíveis. Com a sua vitória em 1071, na Batalha de Pedroso, onde derrota Nuno II Mendes, o Condado de Portucale é extinto.
Mais tarde, em 1071, os seus irmãos Afonso VI e Sancho II tomaram o reino da Galiza (incluindo Portugal), expulsando Garcia. Na primavera seguinte, Sancho, por sua vez, expulsou Afonso, juntando Galiza (incluindo Portugal) a Castela e Leão. Sancho apareceu como rei num documento português de 1072. Com o assassinato de Sancho, mais tarde, no mesmo ano, D. Afonso VI sucedeu à coroa, solidificando a posição de Portugal como parte integrante do maior reino unificado.

### Reino de Portugal e Galiza
Sancho II , de seguida, expulsa também o irmão, Afonso VI, e torna-se sucessor de Garcia, mas com o seu assassinato, em 1072, faz com que Afonso lhe suceda em todos o tronos: Leão, Castela, Galiza e Portugal.

#### Dinastia Jiménez
| Nome                     | Retrato | Nascimento                                                                 | Início Reinado         | Fim Reinado          | Casamento (s) | Morte                                                                                  | Notas |
| ------------------------ | ------- | -------------------------------------------------------------------------- | ---------------------- | -------------------- | --- | -------------------------------------------------------------------------------------- | --- |
| Garcia da Galiza         |         | c. 1042? Filho de Fernando I de Leão e Sancha I de Leão                    | 27 de dezembro de 1065 | 10 de maio de 1071   | Não casou | 22 de março de 1090 Grajal de Campos 47-48 anos Sepultado na Basílica de Santo Isidoro | Passou a intitular-se Rei de Portugal, em 1065. Mais tarde, em 1071, Garcia é expulso por Afonso VI de Leão e Castela e Sancho II de Leão e Castela.   |
| Sancho de Castela        |         | c. 1040? Zamora Filho de Fernando I de Leão e Sancha I de Leão             | 10 de maio de 1071     | 7 de outubro de 1072 | Alberta | 7 de outubro de 1072 Zamora 31-32 anos Sepultado no Monsteiro de San Salvador de Oña   | Também rei de Castela (1065-1072) e da Galiza, irmão de Afonso VI. Divide o trono com o seu irmão Afonso de Leão e Castela.                            |
| Afonso de Leão e Castela |         | 1047 Santiago de Compostela Filho de Fernando I de Leão e Sancha I de Leão | 10 de maio de 1071     | 1093                 | Inês da Aquitânia 1073 sem filhos Constança da Borgonha 1079 seis filhos Berta 25 de novembro de 1093 sem filhos Isabel (Zaida de Sevilha?) 1100 dois filhos Beatriz 1108 sem filhos | 1 de julho de 1109 Toledo 62 anos Sepultado no Mosteiro de Sahagún                     | Também rei de Leão, Castela (1065-1109) e Galiza, utilizando o título de imperador a partir de 1073. Divide o trono com o seu irmão Sancho de Castela. |

## Condado Portucalense (1096-1139)
A ambição de Afonso VI de Leão e Castela reconstituiu a unidade dos Estados que vigorava no tempo do seu pai, Fernando I de Leão. Quando Garcia, o irmão de Afonso que fora deposto em 1071, faleceu na prisão em 1090, os territórios que haviam sido seus haviam já revertido para o genro de Afonso VI, Raimundo de Borgonha, que desde 1087 os governava como dote da esposa, Urraca de Leão e Castela. A esta altura, o vigor das investidas Almorávidas recomendava a distribuição dos poderes militares, para melhor reforçar o território: um comando na zona central, entregue ao próprio rei Afonso VI, outro, não oficial, exercido por El Cid em Valência, e o terceiro a ocidente, entregue a Raimundo; este último não conseguiu defender eficazmente a linha do Tejo — tendo já perdido Lisboa, que fora cedida aos Leoneses pelo rei taifa de Badajoz, juntamente com Santarém, que estava também prestes a cair nas mãos dos Almorávidas — e essa será uma das razões que atribuem alguns historiadores modernos à decisão tomada por Afonso VI de reforçar ainda mais a defesa militar ocidental, dividindo em duas a zona atribuída inicialmente a Raimundo, entregando a mais exposta a Henrique de Borgonha.

### Dinastia de Borgonha
| Nome | Retrato | Nascimento                                                                            | Início Reinado                  | Fim Reinado         | Casamento (s)                                                                              | Morte | Notas |
| --- | ------- | ------------------------------------------------------------------------------------- | ------------------------------- | ------------------- | ------------------------------------------------------------------------------------------ | --- | --- |
| Raimundo |         | 1070 Besançon Filho de Guilherme I, conde da Borgonha e Estefânia de Longwy           | 1087 (Portucale) 1093 (Coimbra) | 1096                | Urraca de Leão e Castela 1087 dois filhos                                                  | 24 de maio de 1107 Grajal de Campos 36-37 anos Sepultado na Catedral de Santiago de Compostela                   | Genro de Afonso VI de Leão e Castela, do casamento com a herdeira deste recebeu, como dote, o Reino da Galiza, juntamente com o Condado de Portucale, ao qual se juntaria mais tarde o de Coimbra. As fracas defesas a sul causaram a perda de Lisboa pelos cristãos, levando a que Afonso separasse os condados (que constituíam a zona mais exposta a investidas almorávidas) da Galiza, e os entregasse a Henrique, na esperança de uma melhor gestão e defesa destes territórios.                                |
| Urraca |         | 24 de junho de 1081 Leão Filha de Afonso VI de Leão e Castela e Constança da Borgonha | 1087 (Portucale) 1093 (Coimbra) | 1096                | Raimundo de Borgonha 1087 dois filhos Afonso I de Aragão 1109 (anulado em 1112) sem filhos | 8 de março de 1126 Saldaña 44 anos Sepultado na Basílica de Santo Isidoro, em Leão                               | Governou o condado em conjunto com o marido. |
| Entre o final de 1095 e o início de 1096, Afonso VI de Leão e Castela, após o desastre militar a sul comandado pelo genro Raimundo, e provavelmente sentindo o perigo da grande influência deste no Ocidente Peninsular, unificou o Condado de Portucale e o Condado de Coimbra numa única entidade política, que entrega, como dote, à sua filha Teresa e ao respetivo esposo, Henrique de Borgonha, primo daquele, diminuindo assim a desigualdade de poder entre ambos. |         |                                                                                       |                                 |                     |                                                                                            | | |
| Henrique |         | 1066 Dijon Filho de Henrique de Borgonha e Sibila da Borgonha                         | 1096                            | 24 de abril de 1112 | c.1093 seis filhos                                                                         | 24 de abril de 1112 Astorga 45-46 anos Sepultado na Sé de Braga                                                  | Sobrinho paterno de Eudo I, Duque da Borgonha. Apoiado pelos interesses políticos clunicenses, introduz-se ambiciosamente na política do Reino vizinho, conquistando poder junto das cortes. Vendo-se na condição de subordinados ao rei, os condes ou governadores tinham amplos poderes administrativos, judiciais e militares, e o seu pensamento orientava-se, naturalmente, para a aquisição de uma completa autonomia quando, no caso português, as condições lhe eram propícias.                              |
| Teresa |         | 1080 Filha de Afonso VI de Leão e Castela e Ximena Moniz                              | 1096                            | 24 de junho de 1128 | c.1093 seis filhos                                                                         | 11 de novembro de 1130 Mosteiro de Montederramo (Galiza) ou Póvoa de Lanhoso 45-46 anos Sepultada na Sé de Braga | Lutou para lhe ver reconhecida uma maior autoridade, o que logra quando, por volta de 1116-17, se intitula Ego regina Taresia de Portugal regis Ildefonssis filia, condição reconhecida pelo Papa Pascoal II. Foi forçada, contudo, a prestar vassalagem ao Reino de Leão.O seu envolvimento político e pessoal com o magnate galego Fernão Peres de Trava causou um descontentamento geral no seio da nobreza e clero portugueses, que culminou na Batalha de São Mamede, que a opôs ao seu filho e logrou depô-la. |
| Afonso I O Conquistador O Fundador O Grande |         | 25 de julho de 1109 Guimarães, Coimbra ou Viseu Filho de Henrique e Teresa            | 24 de junho de 1128             | 26 de julho de 1139 | Mafalda de Saboia março ou abril de 1146 sete filhos                                       | 6 de dezembro de 1185 Coimbra 76 anos Sepultado no Mosteiro de Santa Cruz em Coimbra                             | Inicialmente líder da grande maioria da nobreza e clero portugueses, que via nele a esperança de uma continuação da independência do Condado Portucalense, o que contrariava a intenção da condessa-rainha, que pretendia o domínio de toda a Galiza. Afonso armou-se cavaleiro, venceu a mãe na Batalha de São Mamede (1128) e assumiu o governo do condado. |